# Альпарі
Альпа́рі (лат. al pari — порівну) — відповідність біржового, ринкового курсу цінних паперів або валюти їхньому номіналу.
На практиці вартість цінних паперів вкрай рідко відповідає їх номіналу. Найчастіше це буває тільки при  первинному розміщенні.
У період  золотого стандарту, термін Альпарі використовувався у валютному обміні для вказівки ситуації, коли банківські кредитні квитки (пізніше  банкноти) можна було легко обміняти на декларовану кількість грошового металу, або ціна на грошовий метал на вільному ринку відповідала номінальній вартості металу в  грошах. Так само позначалася ситуація обміну валют строго пропорційно їх золотого вмісту. У сучасних умовах діє Ямайська валютна система, яка не передбачає декларування золотого змісту валют.
Термін вважається застарілим, на сьогодні майже не використовується. Найчастіше вживається «Паритет».